# فرع أذيني بطيني عقدي
فرع أذيني بطيني عقدي (بالإنجليزية: Atrioventricular nodal branch)‏‏هو شريان يتفرعُ من شريان تاجي أيمن.